# الكرارمة (المزارعة)
الكرارمة هو دُوَّار يقع بجماعة أولاد صباح، إقليم برشيد، جهة الدار البيضاء سطات في المملكة المغربية. ينتمي الدوّار لمشيخة المزارعة التي تضم 11 دوار. يقدر عدد سكانه بـ 126 نسمة حسب الإحصاء الرسمي للسكان والسكنى لسنة 2004.

## روابط خارجية
- البوابة الوطنية للجماعات الترابية
- المندوبية السامية للتخطيط